# اچ‌ام‌اس ساندویچ (۱۷۵۹)
اچ‌ام‌اس ساندویچ (۱۷۵۹) (به انگلیسی: HMS Sandwich (1759)) یک کشتی بود که طول آن ۱۷۶ فوت (۵۴ متر) بود. این کشتی در سال ۱۷۵۹ ساخته شد.